# Liste des communes de Galice

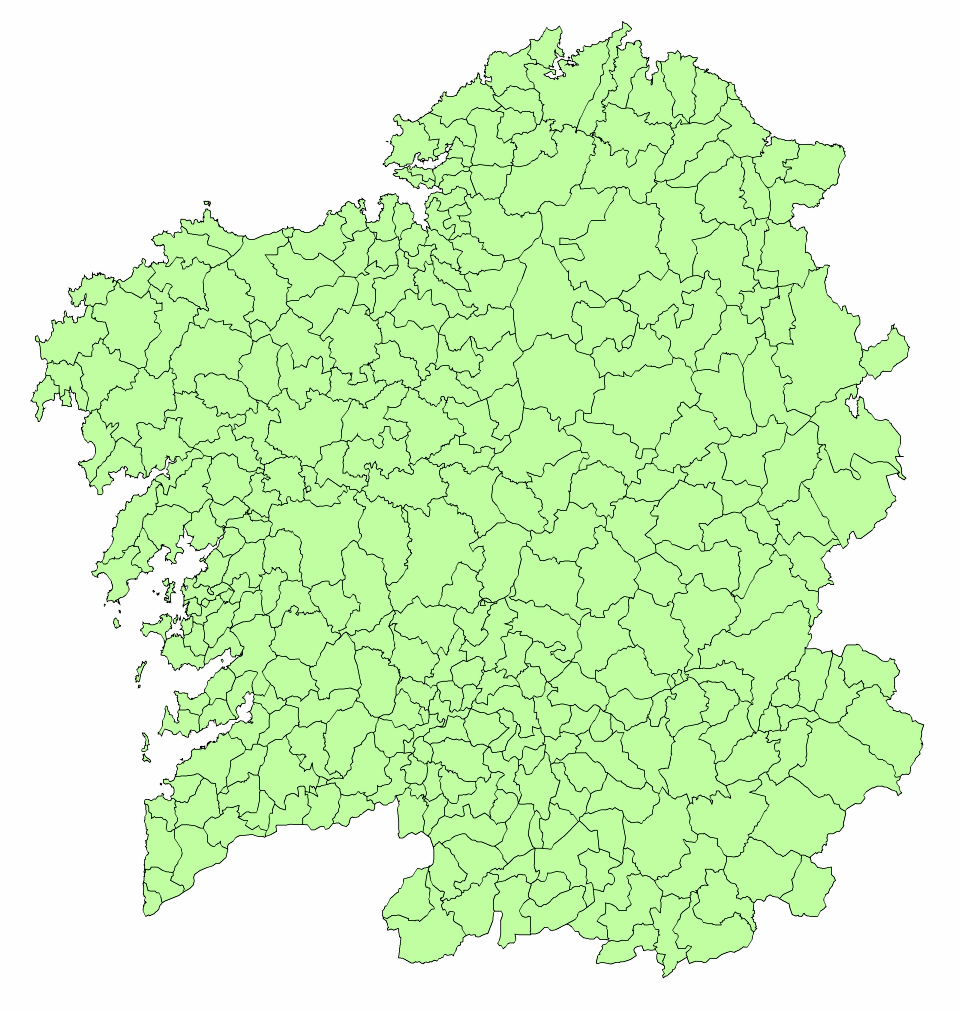
Carte des communes de Galice en Espagne (2003).

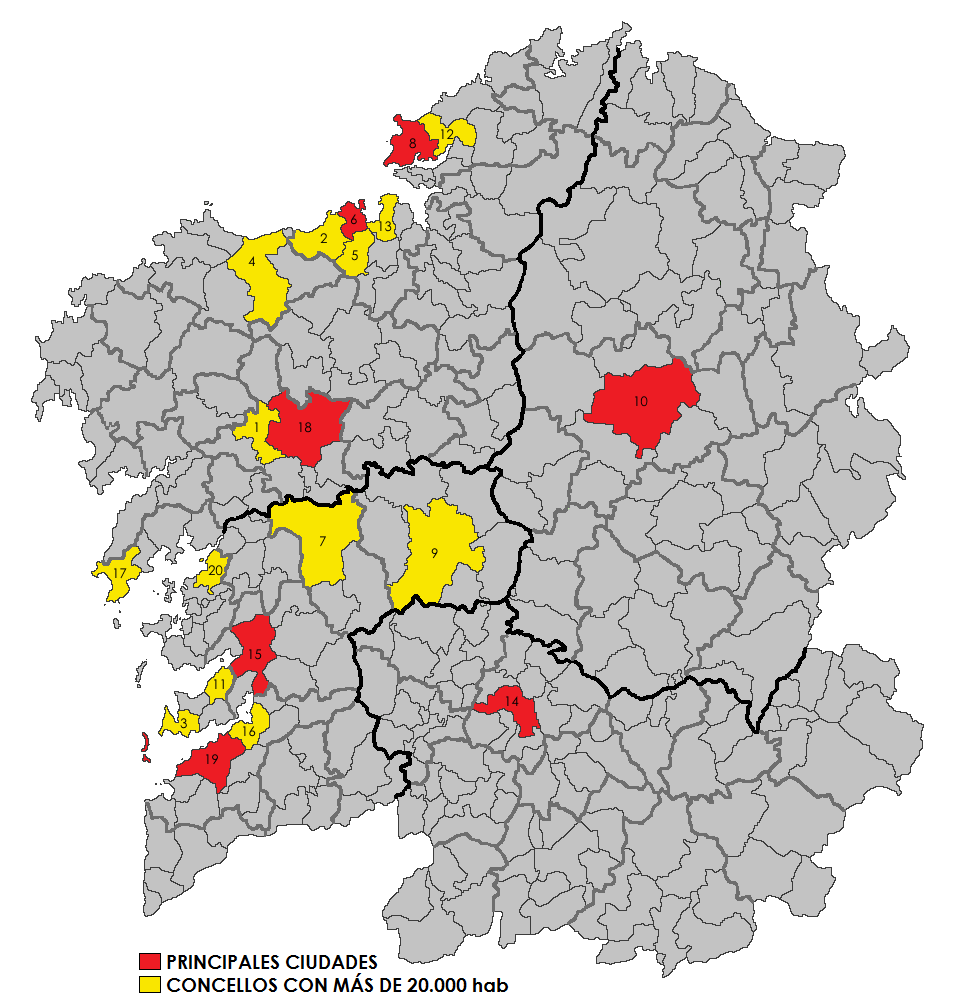
Villes de Galice : en rouge les villes les plus importantes. En jaune les communes de plus de 20000 habitants.
1. Ames 2. Arteixo 3. Cangas 4. Carballo 5. Culleredo 6. La Corogne 7. A Estrada 8. Ferrol 9. Lalín 10. Lugo 11. Marín 12.Narón 13. Oleiros 14. Ourense 15. Pontevedra 16. Redondela 17. Ribeira 18. Saint-Jacques-de-Compostelle 19. Vigo 20. Vilagarcía de Arousa. (Carte de 2005).

La Galice est divisée en 315 communes (concellos officiellement en galicien et municipios en espagnol).

## Présentation
Les 315 communes sont réparties de la manière suivante :
- 94 dans la province de La Corogne ;
- 67 dans la province de Lugo ;
- 92 dans la province d'Ourense ;
- 62 dans la province de Pontevedra.

Les dernières créées sont : Cariño numéro 313 en 1988, Burela numéro 314 en 1995 et A Illa de Arousa numéro 315 en 1997.
Listes des communes de Galice par provinces :
- communes de la province de La Corogne ;
- communes de la province de Lugo ;
- communes de la province d'Ourense ;
- communes de la province de Pontevedra.